# 蔣錫琳
蔣錫琳（1777年—1850年），字季輝，號秀峰，江蘇蘇州府吳縣籍，長洲縣人，清朝學官。

## 生平
蔣錫琳來自蘇州婁關蔣氏家族，為蔣燦裔孫。曾祖蔣重光，祖父蔣曾犖（字振牧，號松泉，1731-1758）為蔣重光長子，本生父蔣元城（字宗維，號春皋，1750-1803），本生母為候選知府朱繼煒女（1751-1811）。蔣錫琳為蔣元城第四子，出嗣從叔父蔣元堉（蔣重光次子蔣曾罃長子，字萬資，號筠青，1756-1778）。蔣錫琳為蘇州府廩貢生，嘉慶十年（1805年）任靖江縣訓導，改常州府訓導，道光十二年（1832年）升高郵州學正，十九年（1839年）兼署高郵州訓導，二十二年（1842年）曾參與高郵州文游臺慶祝蘇軾生日會。蔣錫琳著有《肄書寮詩文集》，以孫蔣嘉棟官贈中憲大夫，以第三子蔣保燮官贈資政大夫，以孫蔣嘉霦官贈朝議大夫。

## 家庭
夫人吳蕙（字靜香，1777-1832），工文善畫，著有《靜香樓詩草》，《國朝閨秀正始續集補遺》有收錄其詩；側室陳氏。有八子：蔣如沂、蔣如洛、蔣保燮、蔣鳳標、蔣雲程、蔣如滉（早殤）、蔣如澄及蔣如淦。還有七女，其中一女（1810-1883）嫁崑山李氏李德馨。